# توم إيفرت
توم إيفرت (بالإنجليزية: Tom Everett)‏ مواليد 21 أكتوبر 1948 في بورتلاند، الولايات المتحدة، هو ممثل أمريكي بدأ مسيرته الفنية سنة 1977.

## الأعمال

### أفلام
- موت قاسي 2 (1990)
- يرقص مع الذئاب (1990)
- سلاح الجو واحد (1997)
- بيرل هاربر (2001)
- معركة ألامو (2004) (بدور: موسلي بيكر)
- الجزيرة (2005)
- المتحولون (2007)
- الحالة المحيرة لبنجامين بتن (2008) (بدور: بنيامين (1935–37))

## روابط خارجية
- توم إيفرت على موقع IMDb (الإنجليزية)
- توم إيفرت على موقع ألو سيني (الفرنسية)
- توم إيفرت على موقع أول موفي (الإنجليزية)
- توم إيفرت على موقع قاعدة بيانات الأفلام السويدية (السويدية)
- توم إيفرت على موقع قاعدة بيانات الفيلم (الإنجليزية)
- توم إيفرت على موقع كينوبويسك (الروسية)